# محرک (روانشناسی)
محرک در روان‌شناسی، (به انگلیسی: Stimulus) هر شیء یا واقعه‌ای است که پاسخ حسی یا رفتاری را در یک موجود زنده برمی‌انگیزد. در این زمینه، بین محرک دور (شیء ادراک شدهٔ خارجی) و محرک نزدیک (تحریک ارگان‌های حسی) تمایز قائل می‌شود. در روان‌شناسی ادراکی، یک محرک تغییر انرژی (مثلاً، نور یا صدا) است که توسط حواس (مثلاً، دید، شنوایی، مزه و غیره) ثبت می‌شود و اساس درک را تشکیل می‌دهد.
در روان‌شناسی رفتاری ، یک محرک اساس رفتار را تشکیل می‌دهد. مدل محرک-پاسخ بر روی رابطه بین محرک و رفتار تأکید دارد، نه بر روی فرآیندهای درونی یک اندامگان (یعنی در سیستم عصبی).
در روان‌شناسی تجربی، یک محرک رویداد یا شیئی است که پاسخ به آن اندازه‌گیری می‌شود؛ بنابراین، هر چیزی که به شرکت‌کنندگان ارائه می‌شود، به عنوان محرک در نظر گرفته نمی‌شود. به عنوان مثال، یک علامت ضربدر در مرکز یک صفحه، به عنوان یک محرک در نظر گرفته نمی‌شود، زیرا تنها برای متمرکز کردن نگاه شرکت‌کنندگان بر روی صفحه خدمت می‌کند. همچنین  به رویدادهای طولانی‌تر (مانند آزمون تنیدگی اجتماعی تریر) به عنوان یک محرک اشاره شود، حتی اگر پاسخی به چنین رویدادی اندازه‌گیری شود.